# Among Corona
Among Corona est une corona, formation géologique en forme de couronne, située sur la planète Vénus par -13,4° S et 213,5° E. Elle est localisée dans le quadrangle de Taussig. Elle a été nommée en référence à Among, Première femme mythologique chez les Karens (Birmanie/Myanmar). 

## Géographie et géologie
Among Corona couvre une surface circulaire d'environ 210 km de diamètre. 